# Campanula moravica
Campanula moravica là loài thực vật có hoa trong họ Hoa chuông. Loài này được (Spitzn.) Kovanda mô tả khoa học đầu tiên năm 1968.